# Riverview (New Brunswick)
Riverview ist eine Stadt im Albert County in der kanadischen Provinz New Brunswick mit 19.667 Einwohnern (Stand: 2016). 2011 betrug die Einwohnerzahl 19.128.

## Geographie
Riverview liegt am Südufer des Petitcodiac River. Moncton schließt sich am Nordufer des Flusses an. Die Verbindungsstraßen New Brunswick Route 112 und New Brunswick Route 114 treffen sich in Riverview.

## Geschichte
Die ersten Siedler in der Gegend kamen 1733 aus Yorkshire. Die Stadt wurde 1973 nach einem Zusammenschluss der Dörfer Bridgedale, Gunningsville und Riverview Heights gegründet. Der Name Riverview (Flussblick) ergab sich nahezu zwangsläufig aufgrund der Lage am Petitcodiac River. Die Stadt unterstützt mit Zulieferungsbetrieben das nahe und wesentlich größere Moncton und dient als ruhige Wohngegend. Eine Spezialität von Riverview ist die Produktion von Ahornsirup und Ahornzucker. Im April eines jeden Jahres wird gegen Ende der Ahornsirupsaison das traditionelle Maple Sugar Festival gefeiert.

## Söhne und Töchter der Stadt
- Brett Lutes, Eishockeyspieler